# Coleophora afrohispana
Coleophora afrohispana é uma espécie de mariposa do gênero Coleophora pertencente à família Coleophoridae.